# Pastora Soler

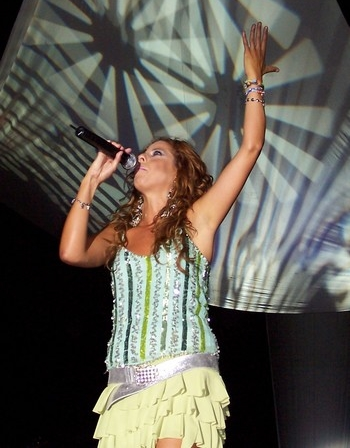
Pastora Soler (2006)

Pastora Soler, mit bürgerlichem Namen María del Pilar Sánchez Luque (* 28. September 1978 in Coria del Río, Andalusien, Spanien) ist eine Copla- und Popsängerin.

## Karriere
Als Kind begann sie bereits coplas zu singen. Sie interpretierte klassische Lieder und arbeitete mit Musikern wie Carlos Jeanzusammen. Ihre musikalischen Arbeiten und Kompositionen sind eine Mischung aus andalusischer Copla und Popmusik. 
2010 beging die Sängerin ihr 15-jähriges Bühnenjubiläum. Für die neun bisherigen Studioalben erhielt sie unter anderem eine Gold- und zwei Platin-Auszeichnungen. Sie arbeitete mit vielen, auch in Deutschland bekannten Pop-Rock-Größen wie Alejandro Sanz, Malú, David Bisbal und David Bustamante zusammen. 
Bei einer feierlichen Fernsehgala des spanischen öffentlich-rechtlichen Senders TVE wählten Jury und Fernsehzuschauer im Dezember 2011 Pastora Soler mit der Ballade „Quédate Conmigo“ als Teilnehmerin für den Eurovision Song Contest 2012. Beim Wettbewerb in Baku erreichte sie den zehnten Platz.

## Diskografie

### Studioalben
| Jahr | Titel             | Höchstplatzierung, Gesamtwochen, AuszeichnungChartsChartplatzierungen (Jahr, Titel, Platzierungen, Wochen, Auszeichnungen, Anmerkungen) | Anmerkungen                              |
| Jahr | Titel             | ES | Anmerkungen                              |
| ---- | ----------------- | --- | ---------------------------------------- |
| 1994 | Nuestras coplas   | — |                                          |
| 1996 | El mundo que soñé | — | Erstveröffentlichung: 12. April 1996     |
| 1999 | Fuente de luna    | ES— PlatinES | Erstveröffentlichung: 1. September 1999  |
| 2001 | Corazón congelado | ES— PlatinES | Erstveröffentlichung: 17. März 2001      |
| 2002 | Deseo             | ES— GoldES | Erstveröffentlichung: 17. März 2002      |
| 2005 | Pastora Soler     | ES17 (18 Wo.)ES | Erstveröffentlichung: 4. Juni 2005       |
| 2007 | Toda mi verdad    | ES13 (9 Wo.)ES | Erstveröffentlichung: 5. Juni 2007       |
| 2009 | Bendita locura    | ES8 (9 Wo.)ES | Erstveröffentlichung: 21. April 2009     |
| 2011 | Una mujer como yo | ES3 (47 Wo.)ES | Erstveröffentlichung: 18. Oktober 2011   |
| 2013 | Conóceme          | ES2 (41 Wo.)ES | Erstveröffentlichung: 10. September 2013 |
| 2017 | La calma          | ES1 Gold · (72 Wo.)ES | Erstveröffentlichung: 15. September 2017 |
| 2019 | Sentir            | ES4 (20 Wo.)ES | Erstveröffentlichung: 18. Oktober 2019   |
| 2022 | Libra             | ES9 (8 Wo.)ES | Erstveröffentlichung: 18. November 2022  |

grau schraffiert: keine Chartdaten aus diesem Jahr verfügbar

### Kompilationen
| Jahr | Titel              | Höchstplatzierung, Gesamtwochen, AuszeichnungChartsChartplatzierungen (Jahr, Titel, Platzierungen, Wochen, Auszeichnungen, Anmerkungen) | Anmerkungen                             |
| Jahr | Titel              | ES | Anmerkungen                             |
| ---- | ------------------ | --- | --------------------------------------- |
| 2005 | Sus grandes éxitos | — |                                         |
| 2010 | 15 años            | ES9 (30 Wo.)ES | Erstveröffentlichung: September 2010    |
| 2014 | 20                 | ES28 (17 Wo.)ES | Erstveröffentlichung: 9. Dezember 2014  |
| 2024 | 30                 | ES7 (5 Wo.)ES | Erstveröffentlichung: 15. November 2024 |

### Singles
| Jahr | Titel Album                       | Höchstplatzierung, Gesamtwochen, AuszeichnungChartsChartplatzierungen (Jahr, Titel, Album, Platzierungen, Wochen, Auszeichnungen, Anmerkungen) | Anmerkungen                         |
| Jahr | Titel Album                       | ES | Anmerkungen                         |
| ---- | --------------------------------- | --- | ----------------------------------- |
| 2009 | Bendita locura                    | ES34 (2 Wo.)ES |                                     |
| 2010 | Himno de Andalucía –              | ES1 (5 Wo.)ES | mit David DeMaría und Vanesa Martín |
| 2011 | La mala costumbre –               | ES27 (2 Wo.)ES |                                     |
| 2011 | Demasiado amor Una mujer como yo  | ES23 (3 Wo.)ES |                                     |
| 2012 | Quédate conmigo Una mujer como yo | ES6 (25 Wo.)ES |                                     |
| 2013 | Te despertaré Conóceme            | ES17 (2 Wo.)ES |                                     |